# ミールエマード・ハサニー

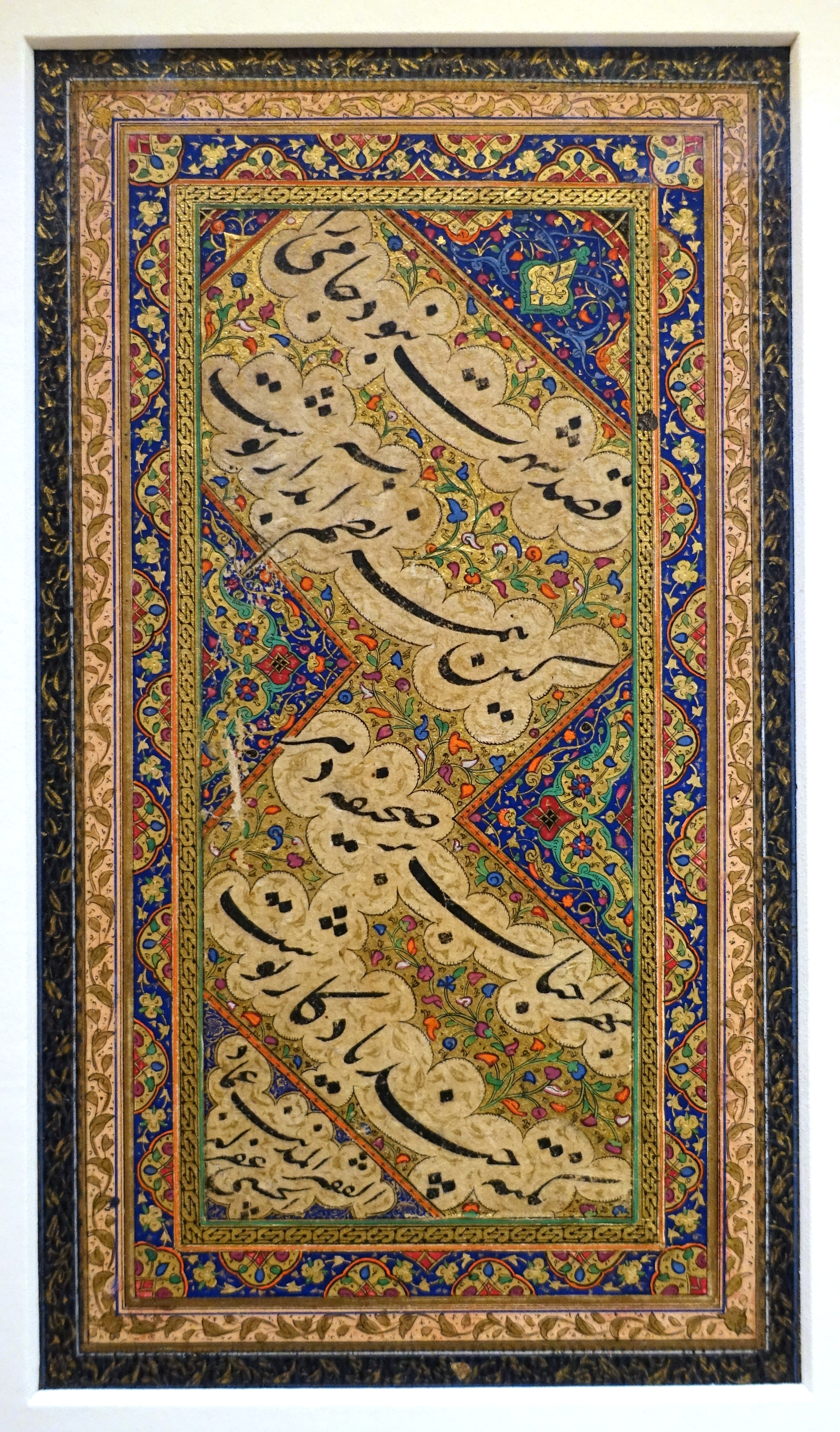
ミールエマード・ハサニーのヒルイェ作品。1600年ごろ。アーガー・ハーン美術館所蔵。

ミールエマード・ハサニー・ガズヴィーニー（ペルシア語: میرعماد حسنی قزوینی、1554年 – 1615年8月15日）は、ペルシアの能書家。ミールエマードの作品でもってナスターリーグ体の書道が洗練を極めたとされる。作品は同書体の最良の実例であるとして、世界中の美術館に収蔵されている。

## 前半生
ミールエマードはガズヴィーンに生まれ、学問の手ほどきは同地で受けた。ミールエマードの一族は、ハサン裔のセイエドであり、サファヴィー朝で蔵書管理と会計をしていた。アラビア書道（ペルシア書道）におけるミールエマードの師匠はイーサー・ラングカール、マーレク・デイラミー、モハンマド・ホセイン・タブリーズィーであったとする説が近代以後にみられるようになるが、同時代史料による裏付けを欠く。一説によるとモハンマド・ホセイン・タブリーズィーの弟子になるためタブリーズへ行き、そこで暮らしたのち、バグダード、ハラブ、ヒジャーズに遊学した。遊学中、何回かガズヴィーンに戻っており、アサディーの『ガルシャースブナーメ』やサアディーの『ゴレスターン』『ブースターン』の写本を制作している。
その後、ミールエマードはセムナーンに戻り、サファヴィー朝のシャー・アッバース（大王）配下のウズベク人の将軍、ファルハードハーン・ガラマーンルー（Farhād Khan Qaramānlū）に書記官として出仕した。ファルハードハーンはミールエマードの制作活動を経済面で支えたが、1598年にシャー・アッバースより死を賜る。ミールエマードは、おそらくは、このシャーの仕打ちに悲憤し、宮仕えを避けるためにガズヴィーンに戻った。しかし、その翌年に考えを変えて、シャーに書記官としての出仕を願い出る書簡を送った。

## 後半生

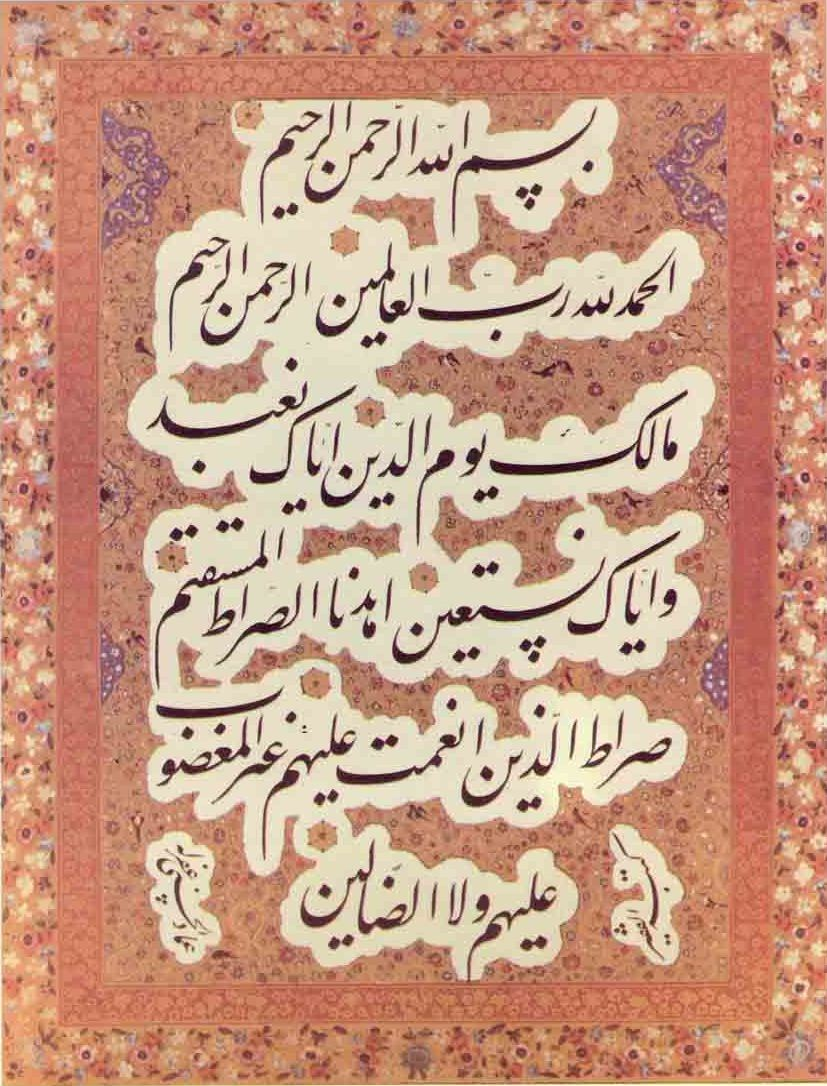
ミールエマードの作品。聖クルアーン開扉章。

ミールエマードはエスファハーンへ行き、以後16年間、シャー・アッバースに仕えた。当時シャー・アッバースの宮廷にいた能書家の中で、ミールエマードはアリーレザー・アッバスィー・タブリーズィーとともに、特に傑出した能書家とされる。アリーレザー・アッバースィーとミールエマード・ハサニーは、モハンマド・ホセイン・タブリーズィーを共通の師匠とする兄弟弟子でありライバルでもあったが、後年、アリーレザーはミールエマードと対立した。
アリーレザーは建造物の壁面に、端正なソルス（スルス）体で書を彫ることに巧みであった。これに対してミールエマードは、その制作技法も試したうえで、紙にペンで書くことにこだわった。ミールエマードは自分の制作技法が他の書家のものよりも優れているという固い信念を持ち、シャーはこれに辟易したようである。シャーはアリーレザーの方をより好んだ。
エスファハーン時代の後半のミールエマードは不満の日々を送り、シャー・アッバースに何度も失望させられた。ついに、向う見ずにも、シャーへの率直な思いを詠んだ詩を送ってしまい、これに激怒したシャーは、ミールエマードに「スンニー派的傾向がある」嫌疑をかけ、暗に殺害を示唆した。ある夜、ミールエマードがハンマームへ向かう途中、マスウードベク・メスガル・ガズヴィーニーという刺客が彼を襲い、殺した。西暦1615年8月15日の夜とされる。皆がシャーを恐れてミールエマードの遺体に手を出さず、数日間放置されていたが、ミールエマードの弟子のアブー・トラーブというエスファハーン出身の書家が遺体をマグスードベク・モスクに埋葬した。ミールエマードの墓に霊廟を建てることは許されなかった。

## 弟子たち
娘のゴハルシャードも書家になった。その夫、ミール・モハンマド・アリーも書家である。娘夫婦の3人の息子、ミール・ラシード、ミール・アブドルラッザーグ、ミール・ヤヒヤーも名が残る書家になった。ミールエマードの息子、ミールザー・エブラーヒームとその息子モハンマド・アミーンもよく知られた書家である。